# アセトアルデヒドアンモニアトリマー
アセトアルデヒドアンモニアトリマー(Acetaldehyde ammonia trimer)は、化学式が(CH3CHNH)3で表される有機化合物である。純物質は無色であるが、酸化による分解でしばしば淡黄色または薄いベージュ色となる。吸湿性であり、三水和物を形成する。
アセトアルデヒドとアンモニアの反応によって形成する三量体であることからこの物質名を持つ。
3 CH3CHO  +  3  NH3  →  (CH3CHNH)3  +  3  H2O
NMRを使った測定により、3個のメチル基はエカトリアルであることが示唆されており、分子は C3v の点群を持つ。
関連化合物であるヘキサメチレンテトラミンはアンモニアとホルムアルデヒドの縮合によって合成される。